# Yuka Nishida
Yuka Nishida (jap. 西田優香 Nishida Yuka; ur. 27 grudnia 1985 w Kanoya) – japońska judoczka, mistrzyni świata. 
Największym sukcesem zawodniczki jest złoty medal mistrzostw świata w 2010 roku w kategorii do 52 kg. Rok później, w Paryżu, była druga w tej samej kategorii, a w 2007 zdobyła brązowy medal podczas światowego championatu w Rio de Janeiro.